# Body Count (Krieg)

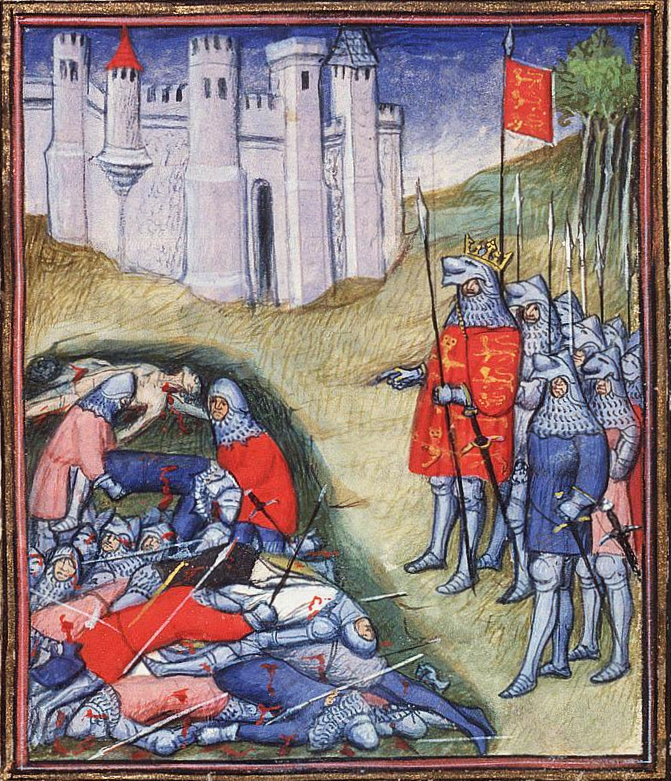
Edward III. zählt nach der Schlacht von Crécy die Gefallenen

Body Count ist ein Begriff für die Zählung der getöteten Mitglieder der gegnerischen Kriegspartei.

## Vietnamkrieg
Die USA versuchten im Vietnamkrieg, durch den Body Count ihre eigenen Fortschritte zu bemessen, Verfechter war der damalige US-Verteidigungsminister Robert McNamara: Je mehr gegnerische Leichen gezählt wurden, desto erfolgreicher schien die Taktik des Search and Destroy der amerikanischen Truppen zu sein. Andere „Kennzahlen“ für militärischen Erfolg wie z. B. die Größe eroberter Flächen oder die Zahl abgeschossener Flugzeuge sind nur im konventionellen Krieg gegen Armeen sinnvoll, nicht aber gegen personell und technologisch unterlegene Aufständische und Guerilleros. Die Gegner wurden dabei in drei Kategorien eingeteilt:
- A: nordvietnamesische Soldaten und Kämpfer der FNL
- B: „Schlafende“, also inaktive FNL-Kader
- C: Personen, die „in irgendeiner Weise“ mit der FNL zusammenarbeiteten.

Von der außerordentlich unscharfen Definition der Gruppe C war auch die Zivilbevölkerung in den Free Fire Zones betroffen. „Wenn man nach der Body-Count-Mentalität handelte und die Quoten erfüllen wollte, dann war das nur durch die Gruppe C zu schaffen – und das war einwandfrei Völkermord“, sagte nach dem Vietnamkrieg der CIA-Agent K. Barton Osborn, der für dieses Programm mitverantwortlich gewesen war.
Die Ergebnisse des Body Count wurden allabendlich über den Rundfunk verbreitet und sollten der psychologischen Kriegsführung dienen. Nach Angaben von Conrad C. Crane, Direktor des militärhistorischen Instituts des US Army War College, habe man in Vietnam eine Zermürbungsstrategie verfolgt, sodass body counts zum Maßstab der Leistungsfähigkeit militärischer Einheiten wurden. Aus Karrieresucht seien die Zahlen öfters verfälscht worden und sollen groteskerweise schließlich sogar die angenommene Gesamtzahl der vietnamesischen Gegner übertroffen haben.
Ein Beispiel für die Unzuverlässigkeit der „ermittelten“ Zahlen nennt William Calley in seinem Buch Ich war gerne in Vietnam. Nach einem erfolglosen Gefecht wurde er per Funk nach der Anzahl der getöteten Gegner gefragt, worauf er verlegenheitshalber „six to nine“ (sechs bis neun) antwortete. Auf die Gegenfrage „… sixtynine?“ (neunundsechzig?) bestätigte er. Damit stieg der Body Count um 69 getötete Gegner, während Calley angibt, in Wirklichkeit überhaupt keinen toten Feind gesehen zu haben.

## Strategiewechsel
Nach den Erfahrungen aus Vietnam vermieden US-Kommandeure in späteren Konflikten Angaben über getötete Gegner – bis in die Frühphase des Irakkrieges hinein. Das US-Militär hat trotz möglicher bad publicity (engl. für sinngemäß ‚schlechte Presse‘) bei hohen zivilen Opferzahlen diese Strategie wieder aufgenommen, um seine Erfolge seinerzeit bei Operationen gegen Aufständische im Irak und in Afghanistan aufzeigen zu können.